# Otakar Ostrčil
Otakar Ostrčil (Praga, 25 de febrero de 1879 - Praga, 20 de agosto de 1935) fue un pianista, compositor, director de orquesta y profesor de música checo, representante del nacionalismo musical checo. 

## Biografía
Estudió en el Conservatorio de Praga, donde fue alumno de Zdeněk Fibich. Entre 1914 y 1919 fue director del Teatro Vinohrady de Praga y, desde 1920, del Teatro Nacional, donde favoreció la representación de óperas checas, especialmente de Zdeněk Fibich, Bedřich Smetana, Antonín Dvořák y Leoš Janáček. También impulsó las giras internacionales de la compañía: en 1924, por ejemplo, estuvieron en España. Entre sus óperas destacan Vlasty Skon (La muerte de Vlasta, 1904) y Honzovo království (El reino de Juanito, 1934).

## Obras
Óperas
- Jan Zhořelecký (1898)
- Cymbelín (1899)
- Vlasty skon, Op. 5 (1904)
- Kunálovy oči, Op. 11 (1908)
- Poupě, Op. 12 (1910)
- Legenda z Erinu, Op. 19 (1919)
- Honzovo království, Op. 25 (1934)

Melodramas y canciones orquestales
- Krásné dědictví
- Kamenný mnich (1893)
- Lilie
- Balada o mrtvém ševci a mladé tanečnici, Op. 6 (1904)
- Balada česká, Op. 8 (1903)
- Osiřelo dítě, Op. 9 (1907)
- Cizí Host, Op. 16 (1913)
- Skřivan, Op. 26 (1934)

Obras orquestales
- Selská Slavnost, Op. 1 (1897)
- Pohádková Suita, Op. 2 (1898)
- Pohádka o Šemíku, Op. 3 (1899)
- Sinfonía en la, Op. 7 (1906)
- Sirotek, Op. 10 (1906)
- Impromptu, Op. 13 (1912)
- Suite en do menor, Op. 14 (1912)
- Sinfonietta, Op. 20 (1922)
- Léto, Op. 23 (1927)
- Křížova cesta, Op. 24 (1928)

Obras corales
- Ceská Legenda Vánocní, Op. 15 (1912)
- Legenda o sv. Zite, Op. 17 (1913)
- Prosté Motivy, Op. 21 (1922)

Música de cámara
- Cuarteto de cuerda en si mayor, Op. 4 (1899)
- Sonatina para viola, violín y piano, Op. 22 (1925)

Canciones
- 3 canciones, Op. 18 (1910-1913)